# Micrurus mertensi
Micrurus mertensi (кораловий аспід Мертенса) — вид отруйних змій родини аспідових (Elapidae). Мешкає в Еквадорі і Перу. Вид названий на честь німецького герпетолога Роберта Мертенса.

## Поширення і екологія
Коралові аспіди Мертенса поширені від долини Катамайо на півдні Еквадору до перуанського регіона Ла-Лібертад. Вони живуть в сухих листяних тропічних лісах, колючих чагарниках і напівпустелях, на висоті до 2400 м над рівнем моря. Віддають перевагу прибережним районам.